# Coleophora lineapulvella
Coleophora lineapulvella é uma espécie de mariposa do gênero Coleophora pertencente à família Coleophoridae.